# Cầu hành hoa to
Cầu hành hoa to (danh pháp hai phần: Bulbophyllum macranthum) (tên tiếng Anh là Large-flowered Bulbophyllum) là một loài phong lan. Loài này phân bố từ Assam (Ấn Độ) qua Đông Nam Á đến quần đảo Solomon.
Loài lan này có mùi thơm rất hấp dẫn. Hoa thường nở vào khoảng tháng 5, tháng 6. Hoa không bền, chỉ được khoảng 3 đến 4 ngày. Lan thường bám trên thân cây có vỏ dày không quá xù xì. Miền Đông Nam Bộ Việt Nam mọc khá nhiều. Lan thường ít chịu nắng thích nơi mát mẻ và chịu được khô.

## Hình ảnh

- Tập tin:Edwards' botanical register, or, Ornamental flower-garden and shrubbery.. (1829-1847) (20552659994).jpg